# Nicole Saeys
Nicole Saeys,ook Nicole Oosterlynck-Saeys of Nicole Oosterlynck (Etterbeek, 31 augustus 1924 - 4 september 2021) was een Belgische atlete, die gespecialiseerd was in het kogelstoten en het speerwerpen. Zij nam eenmaal deel aan de Olympische Spelen en veroverde tien Belgische titels.

## Biografie
Saeys veroverde tussen 1947 en 1950 vier opeenvolgende Belgische titels in het speerwerpen. Ze nam in 1948 op dit nummer deel aan de Olympische Spelen in Londen. Ze werd dertiende.
In het kogelstoten veroverde ze tussen 1947 en 1952 zes opeenvolgende titels. In 1949 en 1950 verbeterde ze daarbij het Belgische record tot 10,10 m en tot 10,38 m. Ze nam op dat nummer deel aan de Europese kampioenschappen in Brussel, waar ze twaalfde werd. Het jaar nadien heroverde ze het Belgische record van Brunhilde Vancant en bracht het op 11,55 m. Ze nam ook deel aan de Europese kampioenschappen van 1954 en behaalde daar een zestiende plaats.

### Clubs
Saeys was aangesloten bij ASUB.

## Belgische kampioenschappen
| Onderdeel   | Jaar                               |
| ----------- | ---------------------------------- |
| kogelstoten | 1947, 1948, 1949, 1950, 1951, 1952 |
| speerwerpen | 1947, 1948, 1949, 1950             |

## Palmares

### kogelstoten
- 1945:  BK AC – 7,70 m
- 1946:  BK AC – 8,40 m
- 1947:  BK AC – 8,42 m
- 1948:  BK AC – 9,35 m
- 1949:  BK AC – 10,10 m (NR)
- 1950:  BK AC – 10,38 m (NR)
- 1950: 12e EK in Brussel – 9,93 m
- 1951:  BK AC – 10,03 m
- 1952:  BK AC – 10,93 m (NR)
- 1954: 16e EK in Bern – 11,04 m

### speerwerpen
- 1947:  BK AC – 33,07 m
- 1948:  BK AC – 34,62 m
- 1948: 13e OS in Londen – 33,14 m
- 1949:  BK AC – 31,19 m
- 1950:  BK AC – 31,24 m
- 1951:  BK AC – 27,46 m
- 1952:  BK AC – 29,35 m

## Onderscheidingen
- 1959: Grote Feminaprijs van de KBAB